# Флейшиць Катерина Абрамівна
Катери́на Абра́мівна Фле́йшиць (нар. 28 січня 1888 — пом. 30 червня 1968) — українська юристка, правознавиця й освітянка, перша жінка-адвокатка в Російській імперії, радянський єврейська, професор (1940), доктор юридичних наук. Заслужений діяч науки РРФСР.

## Життєпис
Народилась 28 січня 1888 року в місті Кременчук Полтавської області в єврейській родині. Її батько був юристом.
У 1904 році закінчила гімназію з золотою медаллю. Після закінчення гімназії продовжила навчання у Франції, в Паризькому університеті на юридичному факультеті. Закінчила його в 1907 р. У 1909 р. склала екстерном іспити за курс юридичного факультету Петербурзького університету.
1909 року стала помічницею присяжного повіреного округу Петербурзької судової палати. У цьому ж році стала першою жінкою-адвокаткою Російської імперії.
Втім, займатися адвокатурою не вдалося через сексизм. Основним завданням присяжних повірених було не надавати консультації своїм клієнтам, а їх захист у суді. Перша спроба 5 листопада 1909 р. Катерини Флейшиць виступити в суді викликала лютий протест прокурора. Як тільки почався процес, прокурор прирівняв випадок видачі ліцензії жінці на звання присяжного повіреного до видачі ліцензії божевільному, неповнолітньому чи іноземному підданому. Зрештою, попри дозвіл суду, що визнав можливим участь у процесі адвокатки, прокурор відмовився від виступу і покинув залу суду.
З цього приводу міністр освіти І. Г. Щегловітов звернувся із запитом до Сенату, який пояснив, що під «особами, що закінчили юридичний факультет одного з університетів, мають право бути адвокатами виключно особи чоловічої статі». Дане рішення було непростим для Сенату, оскільки в судових статутах 1864 р. нічого не було про заборону жінкам займатися адвокатурою. Однак в одному зі статутів було знайдено абзац, в якому зазначалося, що «присяжний повірений, виступаючи перед судом, на лацкані свого фрака повинен мати значок університету, в якому він отримав диплом». А жінкам заборонялося носити фрак. Тому Катерину Флейшиць виключили з адвокатури. 
Після цього вона почала займатися викладацькою та літературною діяльністю. А також готуватися до наукової діяльності під керівництвом відомих російських цивілістів І. А. Покровського та М. Я. Пергамента.
Флейшиць стикалася з дискримінацією як жінка і в інших сферах життя. Вона поїхала разом з подругою з Петербургу на нетривалий час на південь на відпочинок. Проте її відправили назад до Петербургу разом з поліцією, тому що в неї не було документів, які б засвідчували дозвіл її чоловіка на тимчасову зміну місця проживання.
В роки битв за жіночу адвокатуру і під час «боротьби з космополітизмом» державна влада двічі завдавала удару по її долі, персоніфікуючи Флейшиць як саме зло, гідне якщо не знищення, то приниження. Обидві ці кампанії були до того ж замішані в антисемітизмі і остання закінчилась вигнанням Флейшиць з дорогого їй Інституту зовнішньої торгівлі.
Померла 30 червня 1968 року. Похована в Москві.

## Викладацька діяльність
З травня 1917 р. Флейшиць була обрана приват-доценткою кафедри цивільного права і процесу Петроградського університету.
З цього часу розпочалася її багаторічна і плідна педагогічна діяльність.
1921-го стала викладачкою господарського права Інституту народного господарства імені Ф. Енгельса в Петрограді. У 1920-ті рр. викладала торгове і цивільне право у Ленінградському політехнічному інституті та Ленінградському ліс. інституті.
В 1921—1929 рр. водночас працювала юристкою-консультанткою в Ленінградській конторі Держбанку і Ленінградському комунальному банку.
В 1930—1942 рр. була доценткою, а пізніше і професором Ленінградського фінансово-економічного інституту.
Одночасно викладала господарче, адміністративне і цивільне право у Ленінграді у Лісотехнічній академії та Фінансовій академії Наркомфіну РРФСР.
Упродовж 1942—1951 рр. К. А. Флейшиць була завідувачкою кафедри цивільного і торгового права Московського інституту зовнішньої торгівлі й одночасно професором юридичного факультету Московського університету.
Потім викладала в Університеті Дружби народів імені Патріса Лумумби, в академії зовнішньої торгівлі, була професором Інституту народного господарства імені Г. В. Плеханова.
Працювала також науковою співробітницею Всесоюзного інституту юридичних наук (з 1963-Всесоюзного НДІ рад. законодавства).
На початку 60-х рр. брала участь у кодифікації цивільного законодавства СРСР та союзних республік.
Під її керівництвом понад 20 аспірантів стали науковими робітниками, деякі з них захистили докторські дисертації.

## Відомі учні
- Дозорцев Віктор Абрамович
- Маковський Олександр Львович

## Праці
Досліджувала проблеми цивільного права.
- «Торгово-промислове підприємство у праві західноєвропейському та РСФРР» 1936 р.
- «Особисті права у цивільному праві Союзу РСР і капіталістичних країн» 1941 р.
- «Зобов'язання із заподіяння шкоди та з підставного збагачення» 1951 р.
- «Розрахункові та кредитні правовідносини» 1956 р.
- «Авторське право» 1957 р.
- «Винахідницьке право» 1960 р.